# Demokratiske Republik Congo ved OL
Demokratiske Republik Congo deltog første gang i olympiske lege under Sommer-OL 1968 i Mexico by, men deltog ikke igen før under Sommer-OL 1984 i Los Angeles. De har siden deltaget i samtlige efterfølgende sommerlege. Fra 1984 til 1996 deltog de under navnet Zaire. De har aldrig deltaget i vinterlege. Den demokratiske Republik Congo har aldrig vundet nogen medalje.

## Medaljeoversigt
| Demokratiske Republik Congos medaljer under de olympiske sommerlege | Demokratiske Republik Congos medaljer under de olympiske sommerlege | Demokratiske Republik Congos medaljer under de olympiske sommerlege | Demokratiske Republik Congos medaljer under de olympiske sommerlege | Demokratiske Republik Congos medaljer under de olympiske sommerlege | Demokratiske Republik Congos medaljer under de olympiske sommerlege |
| ------------------------------------------------------------------- | ------------------------------------------------------------------- | ------------------------------------------------------------------- | ------------------------------------------------------------------- | ------------------------------------------------------------------- | ------------------------------------------------------------------- |
| Lege                                                                | Guld                                                                | Sølv                                                                | Bronze                                                              | Totalt                                                              | Rang                                                                |
| 1968 Mexico by                                                      | 0                                                                   | 0                                                                   | 0                                                                   | 0                                                                   | –                                                                   |
| 1972 München                                                        | Deltog ikke                                                         | Deltog ikke                                                         | Deltog ikke                                                         | Deltog ikke                                                         | Deltog ikke                                                         |
| 1976 Montréal                                                       | Deltog ikke                                                         | Deltog ikke                                                         | Deltog ikke                                                         | Deltog ikke                                                         | Deltog ikke                                                         |
| 1980 Moskva                                                         | Deltog ikke                                                         | Deltog ikke                                                         | Deltog ikke                                                         | Deltog ikke                                                         | Deltog ikke                                                         |
| 1984 Los Angeles                                                    | 0                                                                   | 0                                                                   | 0                                                                   | 0                                                                   | –                                                                   |
| 1988 Seoul                                                          | 0                                                                   | 0                                                                   | 0                                                                   | 0                                                                   | –                                                                   |
| 1992 Barcelona                                                      | 0                                                                   | 0                                                                   | 0                                                                   | 0                                                                   | –                                                                   |
| 1996 Atlanta                                                        | 0                                                                   | 0                                                                   | 0                                                                   | 0                                                                   | –                                                                   |
| 2000 Sydney                                                         | 0                                                                   | 0                                                                   | 0                                                                   | 0                                                                   | –                                                                   |
| 2004 Athen                                                          | 0                                                                   | 0                                                                   | 0                                                                   | 0                                                                   | –                                                                   |
| 2008 Beijing                                                        | 0                                                                   | 0                                                                   | 0                                                                   | 0                                                                   | –                                                                   |
| 2012 London                                                         | 0                                                                   | 0                                                                   | 0                                                                   | 0                                                                   | –                                                                   |
| 2016 Rio de Janeiro                                                 | 0                                                                   | 0                                                                   | 0                                                                   | 0                                                                   | –                                                                   |
| 2020 Tokyo                                                          |                                                                     |                                                                     |                                                                     |                                                                     |                                                                     |
| Totalt                                                              | 0                                                                   | 0                                                                   | 0                                                                   | 0                                                                   |                                                                     |